# Solecurtus divaricatus
Solecurtus divaricatus is een tweekleppigensoort uit de familie van de Solecurtidae. De wetenschappelijke naam van de soort is voor het eerst geldig gepubliceerd in 1869 door Lischke.